# Mizugumo Monmon
Mizugumo Monmon (Japans: 水グモもんもん) is een in 2006 door Studio Ghibli gemaakte korte animefilm. Hij wordt geregeld vertoond in het Ghibli Museum in Mitaka (Tokio) als een van de items in de kleine bioscoop van het museum.
Het verhaal draait om een waterspin dit verliefd wordt op een schaatsenrijder. De film laat echter eerst zien hoe de waterspin normaal leeft door het verzamelen van luchtbelletjes. Daarna ziet hij de schaatsenrijder en is hij onder de indruk van de elegantie waarmee zij over het water scheert. Zij redden elkaar later.